# PC/104Plus
PC/104 + (PC/104-Plus) — шина, яка застосовує набір сигналів стандартного PCI, але оснащується іншим з'єднувачем. Це розширена шина, при створенні якої за основу взяли модель PCI.
Відмінною особливістю даної шини є те, що з'єднувачі в ній виходять перпендикулярно платі, а не паралельно їй. Це дозволяє кріпити плати одна на одній, що дає можливість користувачеві розмістити в системі від трьох до шести плат. Плати розміщуються в спеціальному корпусі з підвищеною стійкістю до ударів. Дана технологія широко застосовується в космонавтиці і військовій промисловості.
Плати PC/104 і PC/104+ мають повну сумісність.
Роз'єм PC/104+ (а також PC/104) нерідко встановлюють на бічну поверхню плат MicroPC та інших плат, що дозволяє за відсутності на материнській платі необхідних пристроїв, встановити додаткові плати за допомогою шини PC/104+. Слід зазначити, що дане рішення вельми компактне і виключає необхідність розробки нової плати.

## Переваги шини
- Висока швидкість,
- Повна сумісність з ПК,
- Висока ударостійкість,
- Використання як мезонінної плати.

## Недоліки шини
- Відсутність можливості «гарячої» заміни плат,
- Слабе конвекційне охолодження[1].